# アクリル酸メチル
アクリル酸メチル（アクリルさんメチル、英: methyl acrylate）は、有機化合物の一種で、アクリル酸のメチルエステル。IUPAC系統名はプロペン酸メチル （methyl propenoate）。アクリル酸、メタクリル酸系のエステルの中でも特に重合しやすい物質である。一般的には安定剤としてヒドロキノンモノメチルエーテルが添加されており、不純物として酢酸メチルやプロピオン酸メチルが含まれる。
電子求引性基によって求核攻撃に対して活性化されているため、グリニャール試薬やエノラートのような求核剤と反応することが可能である。
主にアクリル樹脂の原料として使用されており、他の樹脂の共重合原料などにも用いられる。2002年の日本における生産量はおよそ32万トンであり、そのうちおよそ6500トンほどが輸出されている。

## 合成
アセチレンに一酸化炭素を反応させて、メタノールを付加させる（レッペ反応）。
{\displaystyle {\ce {HC{\equiv }CH\ +CO\ +CH3OH->H2C=CH-COOCH3}}}
また、エチレンシアノヒドリンにメタノールと硫酸を反応させることでも合成することができる。

## 危険性
アクリル酸メチルの蒸気と空気の混合気体が着火されることで爆発を起こす危険性があり、その爆発限界は空気に対して2.8-25 容量%である。また、マニキュア中に含まれている場合に接触アレルギー性皮膚炎を引き起こす可能性があるという報告がある 。水棲生物に対して強い毒性を示し、人体に対しては皮膚や目への曝露によって強い刺激を与える。
日本においてはPRTR制度において第一種指定化学物質に指定されている。また、消防法においては危険物第四類の第一石油類として規制を受ける。